# Кем Стоунс
Кем Стоунс (5 січня 1992 , Ошава, Онтаріо ) — канадський бобслеїст, олімпійський медаліст, призер чемпіонату світу. 

## Олімпійські ігри
| Рік  | Місце проведення          | Двійки | Четвірки |
| ---- | ------------------------- | ------ | -------- |
| 2018 | Пхьончхан, Південна Корея | —      | 12       |
| 2022 | Пекін, Китай              | 10     | 3        |

## Виступи на чемпіонатах світу
| Рік  | Місце проведення      | Двійки | Четвірки | Змішана команда |
| ---- | --------------------- | ------ | -------- | --------------- |
| 2016 | Інсбрук, Австрія      | —      | —        | 10              |
| 2017 | Кенігсзе, Німеччина   | —      | 11       | 6               |
| 2019 | Вістлер, Канада       | 2      | 3        | —               |
| 2020 | Альтенберг, Німеччина | 11     | —        | —               |
| 2021 | Альтенберг, Німеччина | 10     | 5        | —               |